# 4-Chlor-2,5-dimethoxyphenethylamin
4-Chlor-2,5-dimethoxyphenethylamin (abgekürzt 2C-C) ist ein psychedelisch wirksames Halluzinogen, das aufgrund seiner Struktur zu den Stoffgruppen der Phenolether, der Phenethylamine, sowie zur Stoffgruppe der 2Cs zählt.

## Geschichte
Der amerikanische Chemiker Alexander Shulgin synthetisiert 2C-C erstmals und erwähnt Synthese, Wirkung und Dosis in seinem Buch PiHKAL.

## Synthese
Es sind mehrere Synthesewege bekannt. Zwei mögliche sind in PiHKAL beschrieben.

## Pharmakodynamik
2C-C wirkt (unter anderem) als Serotonin-Noradrenalin-Wiederaufnahmehemmer (IC50 5-HT: 31±7,8 μM NE: 63±18 μM). Seine Wirkung ist als halluzinogen beschrieben.

## Pharmakokinetik
Shulgin gibt die oral wirksame Dosis im Bereich von 20 bis 40 mg an, die Wirkdauer liegt bei vier bis acht Stunden.

## Rechtsstatus
2C-C unterlag in Deutschland bis 2014 nicht dem Betäubungsmittelgesetz, jedoch seit der Verabschiedung der Achtundzwanzigsten Verordnung zur Änderung betäubungsmittelrechtlicher Vorschriften am 5. Dezember 2014 ist es verboten (BGBl. I S. 1999).